# Yūzuki
El Yūzuki (夕月 luna vespertina?) fue el último destructor de la Clase Mutsuki. Sirvió en la Armada Imperial Japonesa durante la segunda guerra sino-japonesa y la Segunda Guerra Mundial. 

## Historia
El primero de agosto de 1928 el Yūzuki recibió su nombre, pues hasta ese momento los miembros de su clase tan sólo habían sido numerados, siendo identificado el Yūzuki con el numeral 34. Entre 1941 y 1942 experimentó modificaciones para ser convertido en un transporte rápido, perdiendo dos piezas de 120 mm, la mitad de su armamento principal. Asimismo incorporó 10 cañones antiaéreos de 25 mm, se incrementó su desplazamiento a 1590 toneladas (1883 en pruebas), y vio ligeramente reducida su velocidad, hasta los 34 nudos.
Durante el inicio de la Segunda Guerra Mundial formó parte de las fuerzas de invasión de Guam, Kavieng, Gasmata, Lae y los archipiélagos de las Salomón (las norteñas) y el Almirantazgo. Realizando una misma misión similar durante la invasión de Tulagi, fue ligeramente dañado por un ataque aéreo de aparatos provenientes del USS Yorktown, muriendo diez miembros de su tripulación, incluyendo su capitán, Tachibana Hirota. Se convirtió en buque insignia de la 23ª División de Destructores tras el hundimiento de su gemelo Kikuzuki en el mismo ataque.
El 21 de julio de 1942 participó en una nueva fuerza de invasión, en Buna, Papúa Nueva Guinea. Realizó algunas misiones de escolta a esa posición hasta el 21 de agosto. En junio de 1944 vio incrementado su armamento antiaéreo a 20 cañones de 25 mm y otros 5 de 13,2 mm. Sin embargo y pese a este defensa, resultó hundido en la posición (11°20′N 124°10′E / 11.333, 124.167) por un ataque aéreo a 100 kilómetros al noreste de Cebú, mientras escoltaba un transporte de tropas. Sólo hubo 20 fallecidos en el ataque y posterior hundimiento, rescatando el destructor Kiri a 217 supervivientes.